# Il dono - Artisti vari reinterpretano i Diaframma
Il dono - Artisti vari reinterpretano i Diaframma è un album tributo pubblicato il 23 maggio 2008 che racchiude 17 brani dei Diaframma reinterpretati da altri artisti.

## Il disco
In coda all'album appare come ghost track un contributo di Bobo Rondelli che accenna una cover del brano dei Diaframma Grazie davvero (interpretata nella caratteristica imitazione di Marcello Mastroianni) seguita dalla sua Canzone per orchestra.

## Tracce
1. Alessandro Grazian - Fiore non sentirti sola - 3:12
2. Altro - Altrove - 2:07
3. Dente - Verde - 3:55
4. Elena Stancanelli featuring The Niro e Fiumani - Amsterdam - 3:05
5. Il Genio - Il telefono - 4:37
6. Le luci della centrale elettrica - Un giorno balordo - 2:51
7. Magnolia - L'amore segue i passi di un cane vagabondo - 4:20
8. Marlene Kuntz - Siberia - 4:00
9. N.A.N.O. - Una stagione nel cuore - 3:20
10. Oshinoko Bunker Orchestra - Pasqua - 4:20
11. Roberta Carrieri - Labbra blu - 3:30
12. Samuel Katarro - Diamante grezzo - 3:25
13. Santo Niente - Lode ai tuoi amici - 5:43
14. Superpartner - L'odore delle rose - 3:10
15. The Niro - Io amo lei - 3:00
16. The Zen Circus & Brian Ritchie featuring Fiumani - I giorni dell'ira - 3:30
17. Tre Allegri Ragazzi Morti - Gennaio - 3:30